# Боја пурпура (филм из 1985)
Боја пурпура (енгл. The Color Purple) је амерички епско—драмски филм из 1985. године. Снимљен је у режији Стивена Спилберга по сценарију Мено Мејеса. Заснован је на истоименом роману Алисе Вокер, добитници Пулицерове награде из 1982. године, и био је Спилбергов осми редитељски филм, који је означио прекретницу у његовој каријери јер је то био одмак од летњих блокбастера по којима је био познат. То је био и први дугометражни филм у режији Спилберга за који Џон Вилијамс није компоновао музику, већ је филм садржао музику Квинсија Џонса, који је такође један од продуцената филма. У филму глуми Вупи Голдберг у њеној пробојној улози, са Денијем Главером, Опром Винфри (у њеном филмском дебију), Маргарет Ејвери и Адолфом Цезаром.
Снимљен у окрузима Ансон и Унион у Северној Каролини, филм говори о младој Афроамеричкој девојци по имену Сили Харис и бруталним искуствима која је доживела, укључујући насиље у породици, инцест, сексуално злостављање деце, сиромаштво, расизам и сексизам.
Са буџетом од 15 милиона долара, филм је био успешан на благајнама, зарадивши 98,4 милиона долара. Боја пурпура је добио углавном позитивне критике од критичара, уз похвале за глуму (посебно Голдбергову изведбу), режију, сценарио, музичку партитуру и продукцијске вредности. Неки су упутили критику да су „превише сентиментални” и „стереотипни”. Филм је био номинован за 11 Оскара, укључујући најбољи филм, најбољу глумицу за Голдберга, најбољу споредну глумицу за Ејвери и Винфри и најбољи адаптирани сценарио, али није освојио ниједну награду. Такође је добила четири номинације за Златни глобус, а Голдберг је освојила награду за најбољу глумицу у драми. Амерички филмски институт је 2006. године поставио филм на 51. место на својој листи најинспиративнијих филмова.